# Luisencenter
Das Luisencenter ist ein Einkaufszentrum im südhessischen Darmstadt. Der Name weist auf die Lage des Centers am Luisenplatz hin.

## Lage
Das Einkaufszentrum liegt im Zentrum Darmstadts, gegenüber dem Kollegiengebäude (Sitz des Regierungspräsidiums), neben dem neuen Rathaus der Stadt.

## Bau und Architektur
Das Luisencenter wurde in den Jahren 1975 bis 1977 unter der Leitung des Architekten Theodor Josef Seifert im Auftrag des Investors Jakob Wilhelm Mengler errichtet. Es entstand südlich des Luisenplatzes auf einem Gelände, das Standort des 1944 bei einem alliierten Luftangriff zerstörten Alten Palais war. Das Areal war von der Stadt als Bauplatz für ein Rathaus aufgekauft und zunächst als Grünfläche gestaltet worden.
Das Luisencenter war ursprünglich als Einkaufs- und Kongresszentrum sowie neues Rathaus multifunktional ausgelegt worden und enthielt neben Geschäften und Gaststätten auch öffentliche Einrichtungen als Mehrzweckbereich mit einem Kongresssaal und Büroflächen. Im Zuge der Baumaßnahme entstand der Tunnel Wilhelminenstraße, Teil eines Einbahnringes um den Stadtkern der auch der Erschließung des Luisencenters und seiner Tiefgarage dient. Dabei wurde teilweise der Luisenplatz untertunnelt.
Nachdem die Stadt Darmstadt ihren Anteil an dem Gebäude für 32,3 Millionen Euro verkauft hatte, wurde in den Jahren 2002/2003 das Bauwerk umfassend saniert und optisch ansprechender gestaltet. Das heutige reine Einkaufszentrum weist eine Verkaufsfläche von 16.000 m² auf, welche sich auf drei Ebenen erstrecken. Das Center ist direkt mit dem Warenhaus Karstadt verbunden. Im Erdgeschoss und 1. Obergeschoss gibt es direkte Zugänge zum Warenhaus.

## Nutzung
Das Center ist 16.000 m² groß und umfasst 60 Fachgeschäfte, darunter zwei Textilhäuser, einen Supermarkt sowie Gastronomie- und Dienstleistungsgewerbe. Insgesamt 400 Angestellte arbeiten im Betrieb, täglich kommen etwa 45.000 Besucher. Im Erdgeschoss am Luisenplatz ist die Touristikinformation der Stadt. Im 3. Obergeschoss ist seit 2012 auch das Darmstadt Marketing beheimatet.
Der Kongresssaal wurde 2012 nach 10 Jahren Leerstand in eine Einzelhandelsfläche (Mode) umgewandelt, diese wurde Anfang 2020 geschlossen.
Seit dem 1. März 2022 befindet sich das Bürger- und Ordnungsamt in den oberen Stockwerken (Etagen 2 bis 5) des Luisencenters.

## Bilder

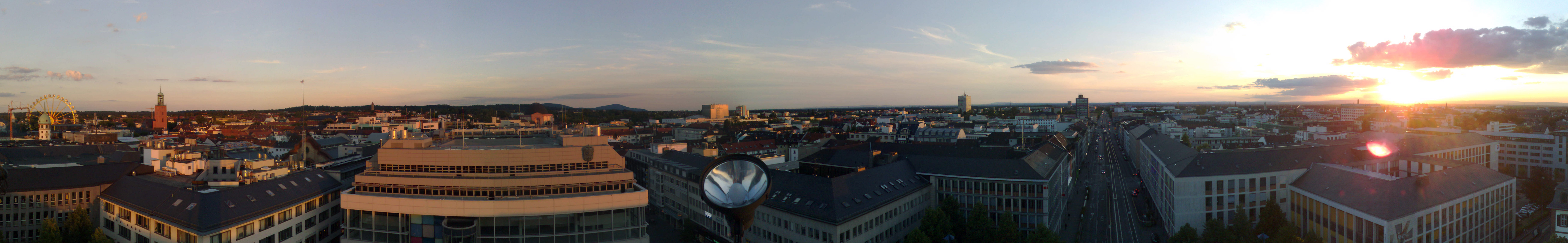
Panorama von Darmstadt mit dem Luisencenter im Vordergrund

Das historische und im Zweiten Weltkrieg zerstörte Alte Palais an gleicher Stelle (Foto von vor 1906)
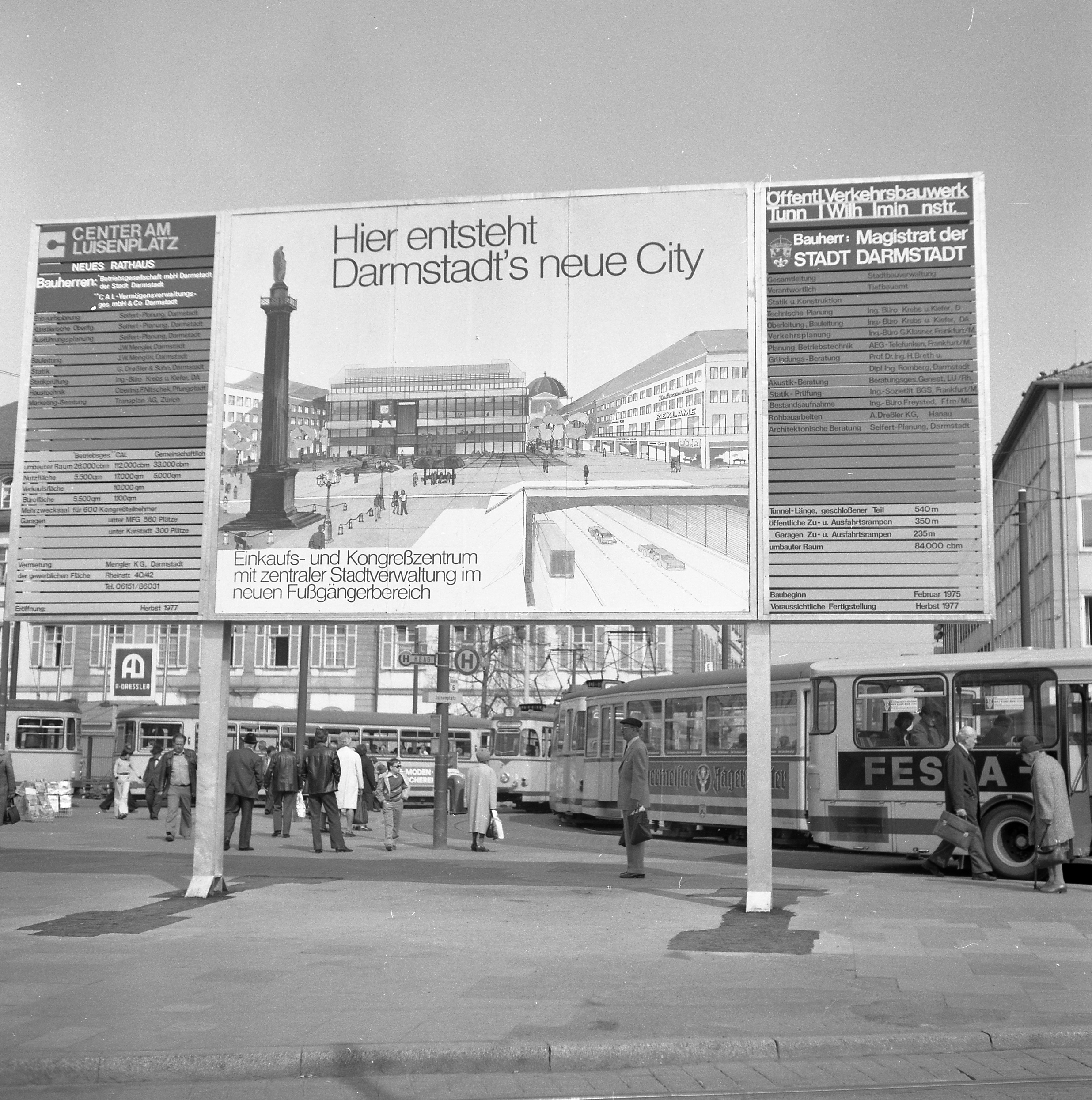
Bauschild von 1976
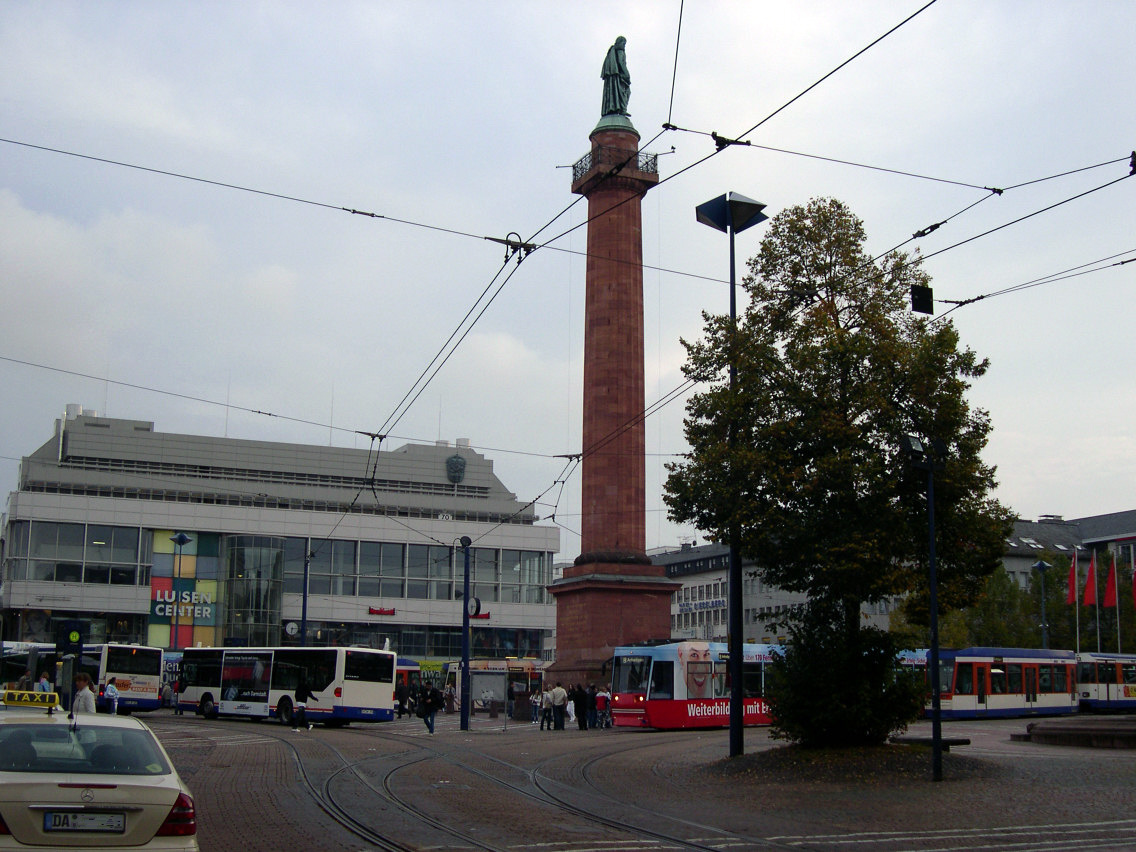
Luisencenter, im Vordergrund das Ludwigsmonument
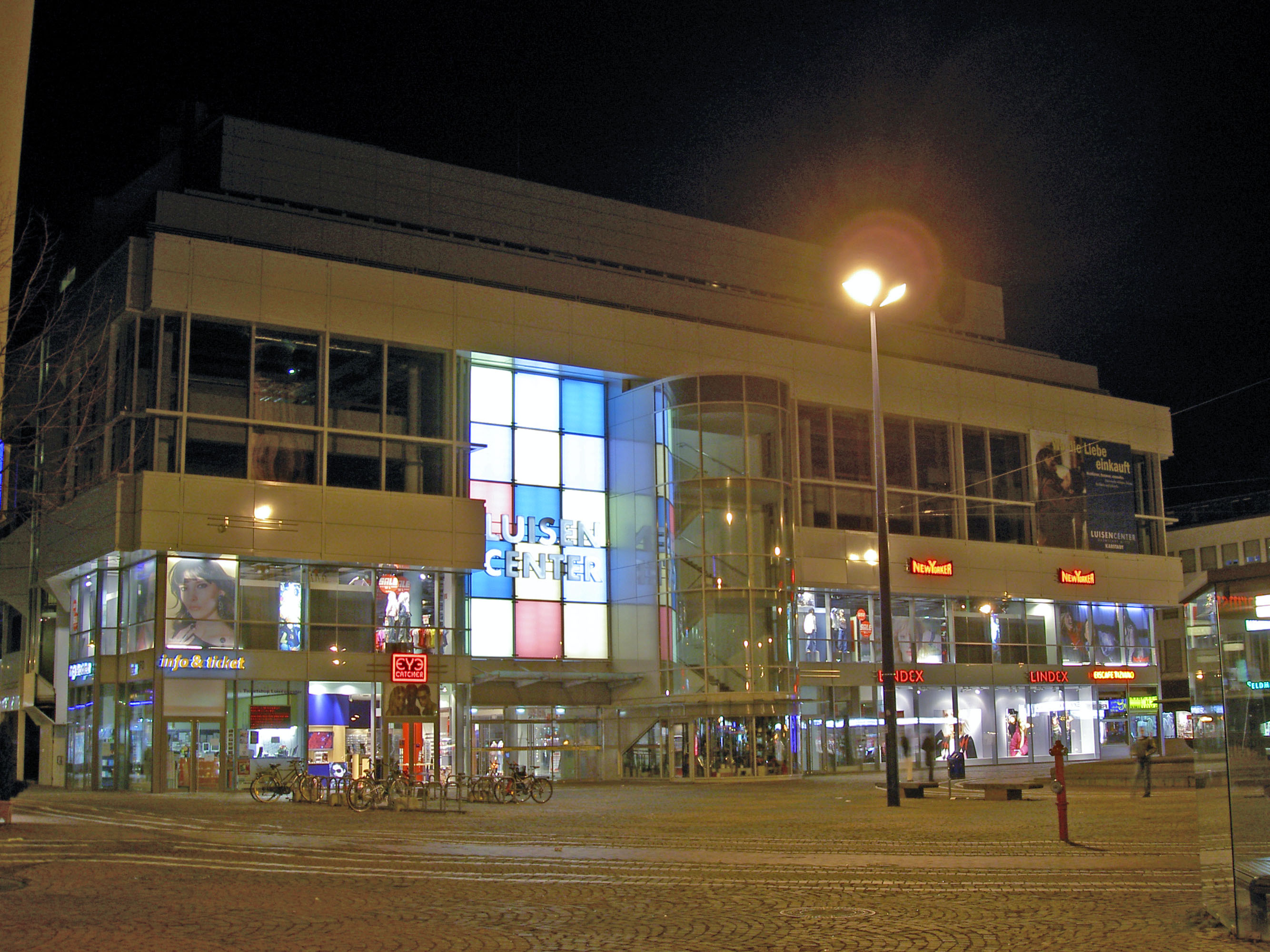
Luisencenter bei Nacht